# Texas Johnny Brown
Pour les articles homonymes, voir Brown.
Texas Johnny Brown, né le 22 février 1928 à Ackerman dans le Mississipi et mort le 1er juillet 2013 à Houston au Texas, est un guitariste, chanteur et auteur-compositeur de blues américain. Il est surtout connu pour son titre Two Steps from the Blues et a été amené au cours de sa carrière à travailler avec Joe Hinton, Amos Milburn, Ruth Brown, Bobby Blue Bland, Lavelle White, Buddy Ace and Junior Parker.

## Biographie
Né John Riley Brown, il apprend la guitare dès son plus jeune âge, en compagnie de son père. La famille s'installe à Houston, au Texas, en 1946. 
Sa carrière musicale commence au sein du groupe des Aladdin Chickenshackers, où il joue aux côtés d'Amos Milburn. Dès 1949, il se met à enregistrer quelques compositions, mais se retire temporairement du groupe pour effectuer son service militaire, pendant trois ans. En 1953, il fait son retour et se produit fréquemment avec Junior Parker. Pourtant, ses contributions sont souvent non créditées sur le travail d'artistes tels que Lightnin' Hopkins et Joe Hinton. À la fin des années 1950, Brown enregistre son titre le plus connu, Two Steps from the Blues, qui devient le titre d'un album publié par Bobby Blue Bland en 1961, pour lequel Brown est le principal guitariste dans les années 1960.
Jusqu'en 1963, Brown se produit sur scène, avant d'effectuer certains emplois, notamment comme mécanicien. En 1991, il renoue définitivement avec la musique en fondant le Quality Blues Band, qu'il ne quittera plus. Plusieurs de ses titres de 1949, comme The Blues Rock, There Goes The Blues, and Bongo Boogie, paraissent sur l'album de compilation Atlantic Blues:Guitar du label Atlantic Records en 1986.
En 1998, Brown sort son premier album, intitulé Nothin' but the Truth, comprenant la version du guitariste du titre Two Steps on the Blues, qui reçoit un W.C. Handy Blues Award l'année suivante. En 2002, il sort un second album, Blues Defender, enregistré par la même maison de disques que le précédent, Choctaw Creek Records.
En 2011, Brown voit sa mémoire honorée dans sa ville natale d'Ackerman par l'installation d'une plaque historique sur le Mississippi Blues Trail.
Il meurt le 1er juillet 2013 à son domicile de Houston, des suites d'un cancer du poumon âgé de 85 ans.

## Discographie
- 1998 : Nothin' but the Truth, Choctaw Creek Records
- 2002 : Blues Defender, Choctaw Creek Records